# Canadian Forces Base Halifax
Canadian Forces Base Halifax är en militärbas i Kanada.   Den ligger i provinsen Nova Scotia, i den sydöstra delen av landet, 1 000 km öster om huvudstaden Ottawa. Canadian Forces Base Halifax ligger 51 meter över havet.